# Sint Patrick's Cathedral (Armagh-RK)
Sint Patrick's Cathedral is een kathedraal in de Noord-Ierse stad Armagh. De kathedraal is de zetel van het aartsbisdom Armagh, een aartsbisdom van de Rooms-Katholieke Kerk op het eiland Ierland.
De kathedraal is gewijd aan Sint Patrick. De bouw van de neogotische kerk begon in 1840 en duurde tot 1904. De oorspronkelijke Sint Patrickskathedraal uit de middeleeuwen is sinds de reformatie in gebruik bij de Church of Ireland.